# Hospital psiquiátrico

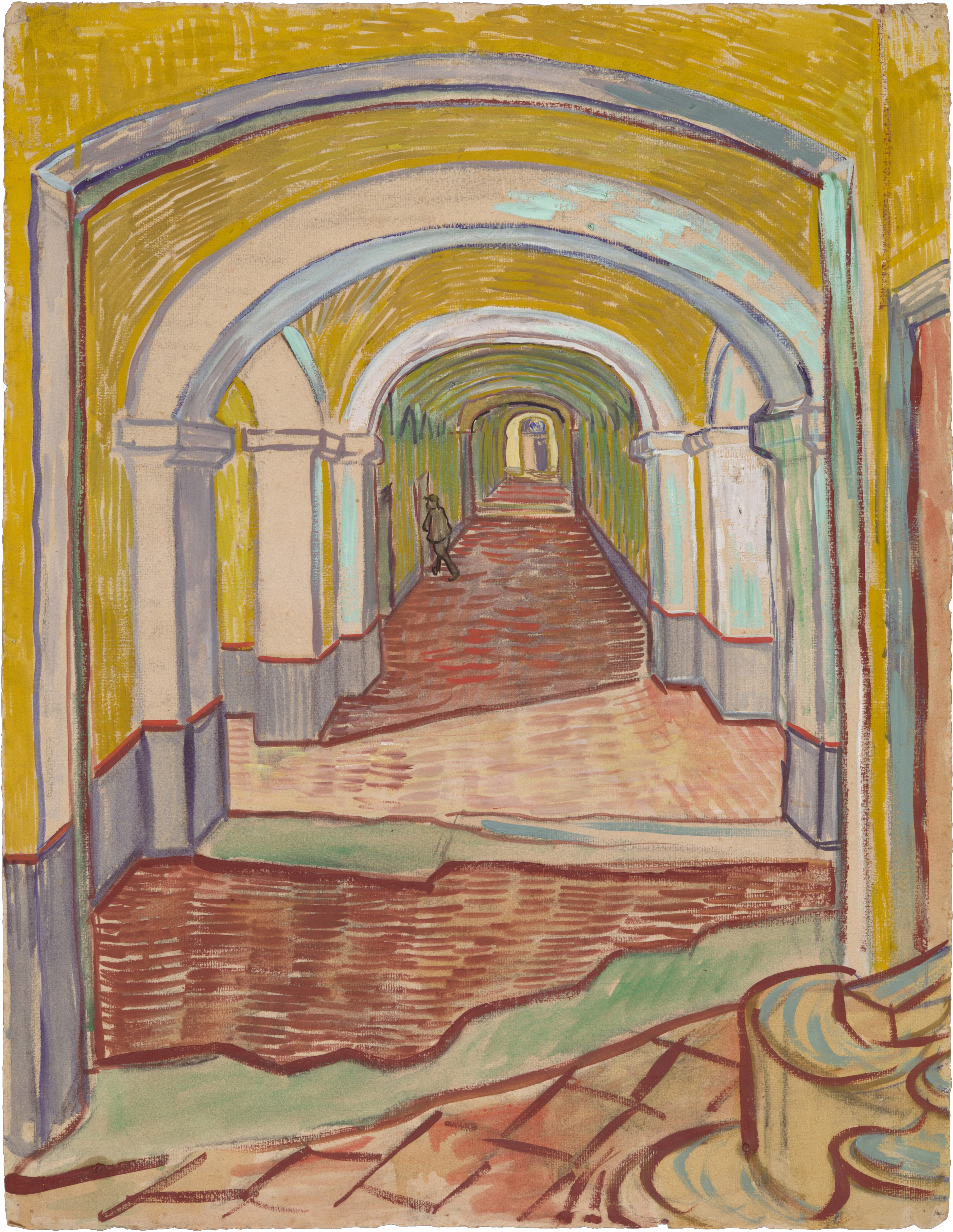
Asilo na ótica de Van Gogh (1853-1890) internado em 1888 com o lobo da orelha amputado, dois anos antes do seu suicídio em julho de 1890. Os diagnósticos cogitados na época foram alcoolismo, psicose, epilepsia.

Hospitais psiquiátricos (também denominados hospícios, manicômios (português brasileiro) ou manicómios (português europeu)) são hospitais especializados no tratamento de doenças mentais e/ou de "transtornos mentais" (termo médico-especializado).

## Descrição
Com a Reforma Psiquiátrica em termos mundiais, vem sendo gradativamente substituídos por pequenos hospitais e/ou enfermarias especializadas no tratamento de psiquiatrias, seja em hospitais gerais, no caso de doentes graves ou em crise, seja em pequenos hospitais, autorizados por lei específica, comuns nos Estados Unidos, na Europa e na China. Os doentes com quadros leves a moderados são acompanhados em ambulatórios hospitalares e de acordo com a atual política de saúde, devidamente regulamentada por lei, devem viver em e na própria sociedade, para promover a reinserção social, como no Brasil existia pela constituição brasileira de 1980, derrubada pela constituição brasileira de 1988.

## Tipos
Existem vários tipos de locais para internação psiquiátrica: "clínicas hospitalares", que tiveram sua existência devidamente regulamentada no Brasil, antes da constituição federal de 1988, ou seja de 1946 a 1988, enfermarias hospitalares, em hospitais gerais e manicômio judiciário para doentes que exibem periculosidade ou criminosos com diagnóstico de doença mental.

## Críticas
Diversos movimentos e estudiosos pontuaram a história da psiquiatria. O gesto mais notável foi do psiquiatra francês Philippe Pinel. O movimento antimanicomial no Brasil e a antipsiquiatria foram fundamentais na criação do conceito atual de "hospital psiquiátrico ou Centro Clínico de Psiquiatria e Psicologia", aceito mundialmente de forma moderna, usado no Brasil de 1946 a 1988. Eles advogaram principalmente pela abolição das hospitalizações de forma clássica, dos idos de 1848 a 1950, aproximadamente, ou seja a de longo termo e pelo fim dos grandes e tradicionais hospitais, de difícil controle, para esse tipo de doença.
Mais especificamente sobre o movimento antimanicomial, no Brasil, pode-se dizer que ele teve início no fim da década de 1980, quando, no Congresso Nacional dos Trabalhadores em Saúde Mental, foi elaborado um documento intitulado Manifesto de Bauru (nome referente à cidade de São Paulo na qual ocorreu o encontro). O Manifesto é um resumo das pautas discutidas no evento e traz como pedido, dentre outras demandas sociais, a não utilização de manicômios ou de qualquer prática não provisora dos devidos cuidados aos portadores de sofrimento psíquico.
Como resultado da mobilização, conseguiu-se instituir o dia 18 de maio como dia nacional da luta antimanicomial e aprovar a Lei 10.216/2001, garantindo, através dela, seguridade à comunidade em questão, sobretudo quanto suas necessidades específicas.
Também em 2001, a Organização Mundial de Saúde instou os países desenvolvidos a:
1. encerrar os hospitais psiquiátricos
2. desenvolver residências alternativas
3. desenvolver serviços na comunidade
4. prestar cuidados individualizados na comunidade para doentes mentais graves.

## História
A história dos hospitais psiquiátricos como instituição de tratamento é ligada ao pensamento social e científico acerca dos doentes mentais em cada época.
De 1848 até o início do século XX instrumentos como camisas-de-força e quartos-fortes ou "prisões-acolchoadas", choques elétricos, operações no cérebro, e outras verdadeiras torturas eram utilizados para controlar os cidadãos, no que se dizia ser a psiquiatria dita científica, principalmente os mais agressivos. Atualmente há relatos de que existam alguns lugares deste tipo, denúncias já foram feitas mas nada foi comprovado. Mas recentemente há tratamentos farmacológicos e psicológicos - terapêuticos, baseados nas teorias de Freud e seu discípulo Carl G. Jung, que reduzem significativamente a necessidade da contenção física e a internação por longos períodos, dai a necessidade dos extintos "centros clínicos hospitalares" nos chamados tecnicamente de "Hospital-Dia(termo médico moderno, já que o Brasil se modernizava com Getúlio Vargas, em 1945)"(extintos, pela moderna constituição de 1988, no Brasil). Dai os movimentos de massa das pessoas com essas necessidades, tentando o resgate histórico, para que tais clínicas especializadas sejam novamente ativadas, no lugar de um retrocesso histórico que houve, numa verdadeira cruzada de resgate de valores históricos, para benefício do povo brasileiro solapado pela constituição de 1988.

### Bethlem Royal Hospital
O Bethlem Royal Hospital foi o primeiro hospital psiquiátrico, fundado em 1247 em Londres. Era famoso pela forma desumana como tratava os doentes e permitia que visitantes "pagantes" assistissem a "espetáculos" protagonizados pelos internos, como um verdadeiro circo de horrores.

### Tratamento humanizado

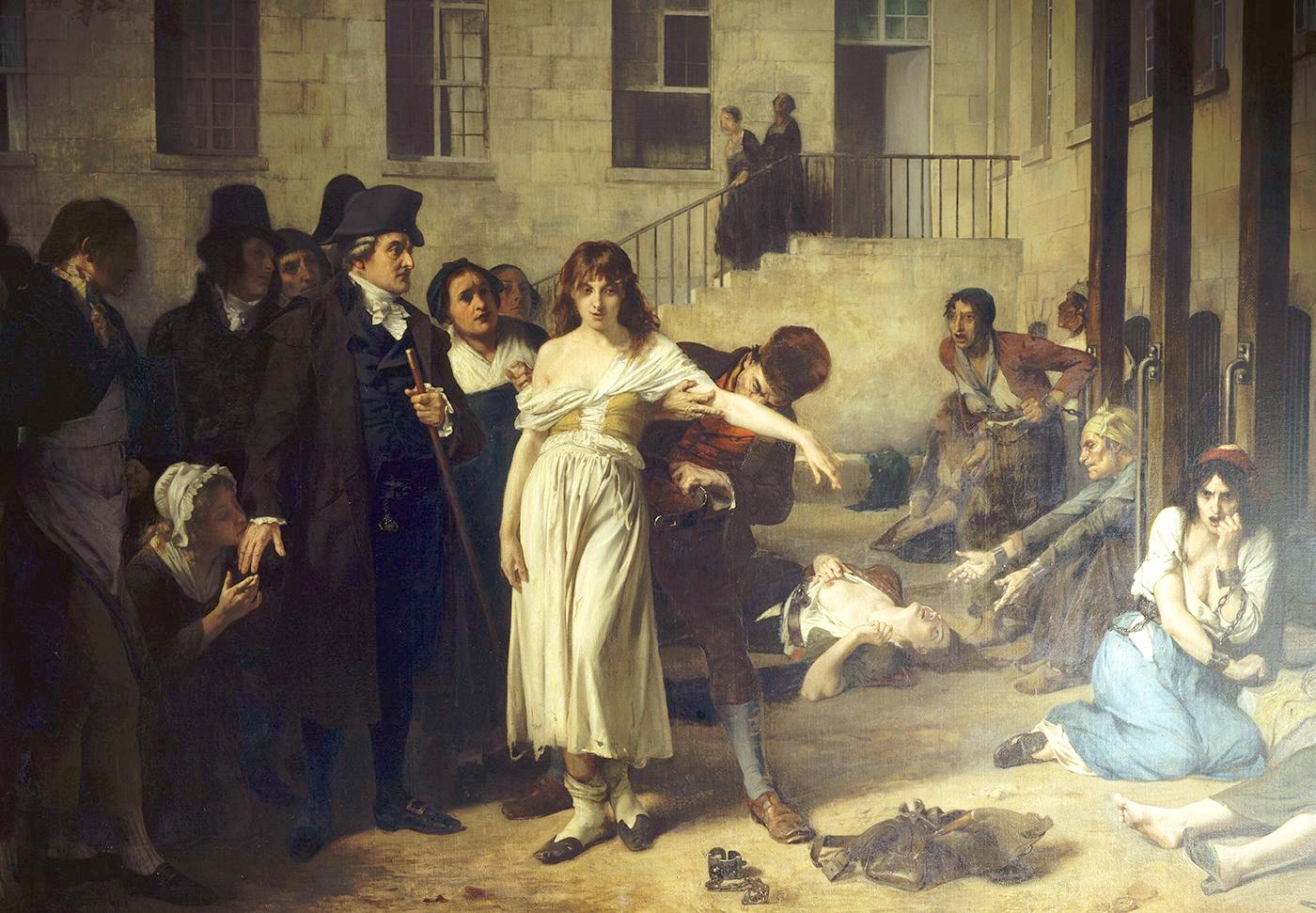
Psiquiatra francês Philippe Pinel (1745-1826) liberando os loucos de suas correntes no asilo Salpêtrière, em Paris em 1795.

Philippe Pinel é referido como sendo o primeiro na área da medicina psiquiátrica a utilizar métodos humanizados no tratamento dos doentes, enquanto foi superintendente do asilo Bicêtre em Paris, tendo sido influenciado pelo enfermeiro Jean Baptiste Pussin, que foi o primeiro a questionar a ausência de humanidade que acabava em incrementar o ódio e a rebelião, como acontecia, com a fuga e a perseguição policial dos internos em um verdadeiro massacre holocaustral; defendia a atenção médica com a utilização de drogas medicinais terapêuticas, aos portadores de sofrimentos psíquicos; sendo utilizando, de princípio, como primeiro medicamento conhecido, o vinho misturado a bebidas alcoólicas destiladas; a destilada para acalmar e o vinho, para a redução dos efeitos dos destilados, no organismo dos cidadãos, e dessa forma, poder aos poucos, remover as amarras dos internos. Na mesma época, William Tuke, na Inglaterra, introduzia uma nova forma de tratar os doentes mentais; através de métodos terapêuticos, pela conversa; e troca de informações e experiências existenciais, como "novo método, terapêutico psiquiátrico, semelhante ao trabalho que os padres da igreja católica apostólica romana já faziam; nos confessionários, à quase já dois mil anos". Nos também, chamados por eles por esses pioneiros no tratamento terapêutico, de confessionários. E a paralela evolução científica, da prática, desenvolvida pela Psicanálise.